# 上沙因费尔德
上沙因费尔德（德語：Oberscheinfeld）是德国巴伐利亚州的一个市镇，与沙恩费尔德相邻。总面积42.27平方公里，总人口1204人，其中男性608人，女性596人（2011年12月31日），人口密度28人/平方公里。